# ميريل سيلفيربورغ
ميريل سيلفيربورغ هي إحدى الشخصيات التي تظهر في سلسلة ميتال غير. ميريل سيلفيربورغ ولدت في عام 1987م. عاشت ميريل في عائلة عسكرية جدا وقد توفي والدها وهو جندي يخدم بلده. وكان حلمها منذ الطفولة ان يصبح العالم خالي من الأسلحة، ظهرت في عدد من أجزاء السلسلة.